# Pyreneeëndauwerebia
De Pyreneeëndauwerebia (Erebia sthennyo) is een vlinder uit de onderfamilie Satyrinae van de familie Nymphalidae, de vossen, parelmoervlinders en weerschijnvlinders.
De Pyreneeëndauwerebia heeft een spanwijdte van 40 tot 44 millimeter. De soort lijkt sterk op de gewone dauwerebia.
De Pyreneeëndauwerebia komt voor in de Pyreneeën. De vlinder leeft op steile hellingen met gras. De soort vliegt met name op hoogtes van 1800 tot 2700 meter boven zeeniveau.
De soort vliegt in een jaarlijkse generatie in juli en augustus. Als waardplanten worden soorten beemdgras (Poa) en zwenkgras (Festuca) gebruikt. De soort overwintert als rups.